# Condado de Irwin
O Condado de Irwin é um dos 159 condados do Estado americano de Geórgia. A sede do condado é Ocilla, e sua maior cidade é Ocilla. O condado possui uma área de 939 km², uma população de 9 931 habitantes, e uma densidade populacional de 10 hab/km² (segundo o censo nacional de 2000). O condado foi fundado em 15 de dezembro de 1818.